# Ormö (Brändö, Åland)
Ormö är en ö i Åland (Finland). Den ligger i den östra delen av landskapet, 60 km nordost om huvudstaden Mariehamn. Arean är 0,50 kvadratkilometer.
Terrängen på Ormö är mycket platt. Den sträcker sig 1,6 kilometer i nord-sydlig riktning, och 0,5 kilometer i öst-västlig riktning.